# Puccinia melampodii
Puccinia melampodii ist eine Ständerpilzart aus der Ordnung der Rostpilze (Pucciniales). Der Pilz ist ein Endoparasit verschiedener Korbblütlergattungen. Symptome des Befalls durch die Art sind Rostflecken und Pusteln auf den Blattoberflächen der Wirtspflanzen. Sie ist in weiten Teilen Amerikas verbreitet.

## Merkmale

### Makroskopische Merkmale
Puccinia melampodii ist mit bloßem Auge nur anhand der auf der Oberfläche des Wirtes hervortretenden Sporenlager zu erkennen. Sie wachsen in Nestern, die als gelbliche bis braune Flecken und Pusteln auf den Blattoberflächen erscheinen.

### Mikroskopische Merkmale
Das Myzel von Puccinia melampodii wächst wie bei allen Puccinia-Arten interzellulär und bildet Saugfäden, die in das Speichergewebe des Wirtes wachsen. Ihre Spermogonien und Aecien sind unbekannt. Die überwiegend unterseitig auf den Wirtsblättern und an Stängeln wachsenden Telien der Art sind zimtbraun, kompakt und unbedeckt, sie stehen in dichten, zusammenfließenden Gruppen. Die hell goldenen bis klar kastanienbraunen Teliosporen sind zweizellig, in der Regel lang eiförmig bis langellipsoid und 35–58 × 16–19 µm groß. Ihre Stiele sind farblos bis bräunlich und bis zu 55 µm lang.

## Verbreitung
Das bekannte Verbreitungsgebiet von Puccinia melampodii reicht von Südamerika bis in die zentralen USA.

## Ökologie
Die Wirtspflanzen von Puccinia melampodii sind verschiedene Korbblütlerarten. Der Pilz ernährt sich von den im Speichergewebe der Pflanzen vorhandenen Nährstoffen, seine Sporenlager brechen später durch die Blattoberfläche und setzen Sporen frei. Die Art durchläuft einen mikrozyklischen Entwicklungszyklus ohne Uredien, von dem bislang nur Telien sowie deren Wirt bekannt sind; Spermogonien und Aecien konnten ihr nicht zugewiesen werden.

## Bedeutung
Puccinia melampodii wird in Australien zur biologischen Schädlingsbekämpfung des Korbblütlers Parthenium hysterophorus benutzt.

## Systematik und Taxonomie
Puccinia melampodii wurde 1897 erstmals wissenschaftlich von Dietel und Holway beschrieben. Die Art ist mit mehreren sehr ähnlichen Rosten nahe verwandt, die alle in Süd- und Nordamerika auf verschiedenen Korbblütlern vorkommen und sich nur in ihrem Wirt unterscheiden. Es wird daher vorgeschlagen, diese Arten alle konspezifisch mit Puccinia xanthii einzustufen. Puccinia xanthii ist daher eine Morphospezies.